# هيو دوغلاس هاميلتون
هيو دوغلاس هاميلتون (بالإنجليزية: Hugh Douglas Hamilton)‏ هو رسام أيرلندي، ولد في 1740 في دبلن في جمهورية أيرلندا، وتوفي بنفس المكان في 1808.